# Леонтьев, Михаил Владимирович
Михаи́л Влади́мирович Лео́нтьев (род. 12 октября 1958, Москва, РСФСР, СССР) — российский журналист и телеведущий, публицист, топ-менеджер. Вице-президент и пресс-секретарь — директор департамента информации и рекламы/советник президента ПАО «Нефтяная компания „Роснефть“». Ведущий телепередач Первого канала «Однако» (с 1999 года) и «Большая игра», главный редактор журнала «Однако». Лауреат премии «Золотое перо России».
За распространение пропаганды в ходе вторжения России на Украину находится под санкциями всех стран Евросоюза и ряда других государств.

## Биография
Родился 12 октября 1958 года в Москве.
Отец — инженер-авиаконструктор Владимир Яковлевич Леонтьев, мать — преподаватель статистики Московского института народного хозяйства им. Плеханова, соавтор учебника «Статистика торговли» Мира Моисеевна Леонтьева (род. 1926), кандидат экономических наук.
Учился на общеэкономическом факультете Московского института народного хозяйства им. Плеханова, который окончил в 1979 году по специальности «Экономика труда». В студенческие годы работал охранником в московском планетарии, откуда был уволен за устроенный его друзьями дебош. После получения высшего образования Леонтьев работал в Институте экономических проблем Москвы, где, по собственным словам, пытался «заниматься реальной советской экономикой». Помимо работы в НИИ Леонтьев подрабатывал репетиторством по истории и увлёкся прикладным искусством. В 1985 году окончил СПТУ № 86 по специальности «столяр-краснодеревщик», однако постоянную работу по специальности не нашёл. В этот период Леонтьев трудился разнорабочим в Литературном музее, сторожил дачу-музей Бориса Пастернака в Переделкине и продолжал заниматься репетиторством.
В 1987 году начал писать аналитические статьи социологической тематики. В 1989 году по приглашению знакомого он пришёл в возглавляемый Сергеем Кургиняном «Экспериментальный творческий центр», занимавшийся политологией. Параллельно работал внештатным корреспондентом газеты «Социалистическая индустрия», однако его заметки в газете опубликованы не были. Первая журналистская публикация Леонтьева появилась без его ведома в рижской газете «Атмода», после чего Леонтьев сотрудничал с ней в 1989—1990 годах. В 1989 году Леонтьев был приглашён в отдел политики газеты «Коммерсантъ», ещё до того, как она начала издаваться на бумаге, где прошёл, по собственному признанию, «очень полезную школу». В 1990 году Леонтьев перешёл в «Независимую газету», где возглавил отдел экономики. В 1993 году стал первым заместителем главного редактора еженедельника «Business МН». В том же году выступил соучредителем газеты «Сегодня», в финансировании которой принимали участие Леонид Невзлин, Владимир Гусинский и Александр Смоленский. Леонтьев являлся членом редакции газеты, политическим обозревателем и первым заместителем главного редактора. Покинул «Сегодня», не согласившись с начавшейся в издании реформой. Л. Невзлин утверждает, что Леонтьева из газеты «выгнали».
В декабре 1995 года М. В. Леонтьев как независимый кандидат баллотировался в Государственную думу II созыва от 203-го Черёмушкинского избирательного округа Москвы, но проиграл выборы Павлу Медведеву. Во время первой чеченской войны был в числе тех, кто поддерживал ввод войск на территорию Чечни, заявлял, что является «убеждённым сторонником силового решения проблем в Чечне». Позднее, во время взрывов жилых домов в Москве и Волгодонске, призывал бомбить Чечню.
В 1997 году Леонтьев стал учредителем журнала «Дело», который финансировался Михаилом Ходорковским, но в печать не вышел. В апреле того же года начал работу на телевидении, став руководителем и ведущим ежедневной программы «На самом деле», выходившей на канале «ТВ Центр» (ТВЦ). В 1997—1998 годах возглавлял Службу общественно-политических программ ТВЦ и вёл информационно-аналитическую программу «День седьмой». Параллельно продолжал работать в печатной прессе — в 1998 году стал автором колонки «Фас!» в деловом еженедельном журнале «Компания». В 1997 году Леонтьев был номинирован на премию ТЭФИ, а в следующем году стал лауреатом премии «Золотое перо».
В феврале 1999 года уволился с ТВЦ и вместе с командой программы «На самом деле» перешёл в штат Службы общественно-политических программ ОРТ, где с марта того же года начала выходить его программа «Однако». Свой уход с ТВЦ Леонтьев объяснил тем, что он не разделяет «взглядов тех людей, которым принадлежит ТВ-Центр». Позднее Леонтьев вёл «Однако» вместе с Максимом Соколовым и Александром Приваловым. Летом 1999 года стал редактором сатирического «журнала политической охоты» «ФАС».

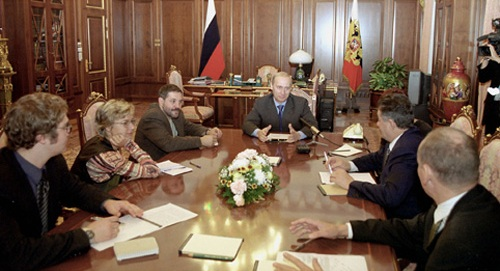
М. Леонтьев в Кремле (третий слева) летом 2000 года

В 2000 году на президентских выборах заявил о поддержке исполнявшего обязанности главы государства Владимира Путина. В 2001 году вошёл в состав политсовета возглавляемого Александром Дугиным общественно-политического движения «Евразия». В 2002 году стал членом партии «Единая Россия».
С ноября 2001 по декабрь 2002 года на «Первом канале» выходила аналитическая программа Леонтьева «Другое время», с мая 2003 по январь 2004 года — авторская программа «Театр кукол». В 2005 году М. Леонтьев являлся главным редактором выходившего в то время журнала «Главная тема». С января 2006 года по ноябрь 2007 года вёл программу «Мастер-класс с Михаилом Леонтьевым» на телеканале O2ТВ. В октябре 2007 года на Первом канале вышел его проект «Большая Игра» — цикл передач, посвящённых истории противоборства России и Великобритании за господство в Центральной Азии в XIX—XX веках. В ноябре 2008 года была выпущена книга Леонтьева с тем же названием.
В мае 2007 года М. Леонтьев был назначен главным редактором делового аналитического журнала «Профиль». Ушёл из «Профиля» в марте 2009 года. Издатель журнала Сергей Родионов утверждал, что уход Леонтьева привёл к росту тиража издания. В тот же период сотрудничал с журналом Moulin Rouge. Позднее, отвечая на вопрос Ксении Собчак относительно изложения своего кредо в этом издании, телеведущий объяснил:
Я работал в Издательском доме Родионова, поэтому я не имел права отказаться писать в журнал.
В июне 2009 года вместе с «Первым каналом» стал учредителем журнала «Однако», в котором помимо Леонтьева публикуются Евгений Додолев и Александр Невзоров и другие журналисты и колумнисты, ранее работавшие в «Профиле». В 2009 году снялся в небольшой роли в фильме Стаса Мареева «Настоящая любовь».
В предисловии к вышедшей в 2011 году книге Е. Додолева «Взгляд» — битлы перестройки определил отношение к профессии:
Я считаю журналистику мерзкой профессией, выбираемой ущербными людьми. Журналисты — профессиональные дилетанты. Это не литература, не искусство, не наука, а всего понемножку
С 2012 года по март 2019 года — ведущий программы «Главрадио» (с января 2016 года — «Главная тема»), выходившей в разное время на радиостанциях «Вести ФМ», «Маяк», «Радио России» (на всех параллельно до 2014 года) и «Комсомольская правда» (в 2017—2019 годах), а также на канале YouTube (совместно с Михаилом Юрьевым и Анатолием Кузичевым, позднее также с Ильёй Савельевым).
М. Леонтьев является членом журналистского «Серафимовского клуба», преподавал в негосударственной Высшей школе управления, в которой обучались «комиссары» движения «Наши».

### Пресс-секретарь и вице-президент «Роснефти»
8 января 2014 года газета «Коммерсантъ» сообщила о том, что с 13 января советником президента «Роснефти» Игоря Сечина в ранге вице-президента по PR станет Михаил Леонтьев, которому придётся курировать деятельность департамента информации и рекламы. До Леонтьева эту должность занимал певец и композитор Алексей Лебединский. Источники издания указывали на то, что между Сечиным и Леонтьевым существуют давние «приятельские отношения». При этом Леонтьев остался ведущим программы «Однако» на Первом канале. 14 января Роснефть выпустила пресс-релиз, согласно которому Леонтьев работает в компании в должности пресс-секретаря — директора департамента информации и рекламы в ранге вице-президента.
В мае 2016 года «Роснефть» выделила 170 млн рублей на издание журнала «Однако» с формулировкой «Предоставление спонсорского вклада на издание Журнала („ОДНАКО. Деловой и политический журнал“) и оказание информационно-рекламных услуг». Сообщалось при этом, что в 2016 году вышел только один номер журнала. Политик и акционер «Роснефти» Алексей Навальный в январе 2017 года (тогда информация о факте попала в СМИ) заявил, что запросит у компании соответствующие документы, так как ему «совершенно не нравится история». Сам Михаил Леонтьев сообщил, что выделенные деньги были потрачены на сайт журнала «Однако», у которого было «2 млн индивидуальных посетителей в лучшее время».
В январе 2017 года Леонтьев обругал нецензурной бранью журналистов «Дождя» и «Русской службы Би-би-си», раздражение Леонтьева вызвал их вопрос о законности использования главой «Роснефти» Игорем Сечиным автомобиля со спецсигналом. Пресса отмечала, что развязный стиль общения со СМИ пресс-секретаря «Роснефти» много раз становился предметом критики. В этом отношении любопытны обороты речи применяемые Леонтьевым для опровержения достоверных фактов, например, относительно увольнения безопасника компании Феоктистова как из «Роснефти», так и из ФСБ:

«Новая газета» клинически не способна писать правду», — написал Леонтьев в ответ на просьбу корреспондента «Би-би-си» прокомментировать материал «Новой». «Невозможно комментировать бредни», — ответил он на уточняющий вопрос. В конце беседы Леонтьев написал: «Хотите быть идиотами — ваш выбор». В комментарии телеканалу «Дождь» Михаил Леонтьев использовал похожие формулировки: «Бредить завязывайте. Это обычная бредятина для вас и „Новой газеты“. Вы общими болезнями болеете».— Пресс-секретарь «Роснефти» Михаил Леонтьев для «BBC» об увольнении генерала ФСБ Феоктистова, 7 марта 2017.

## Общественно-политические взгляды

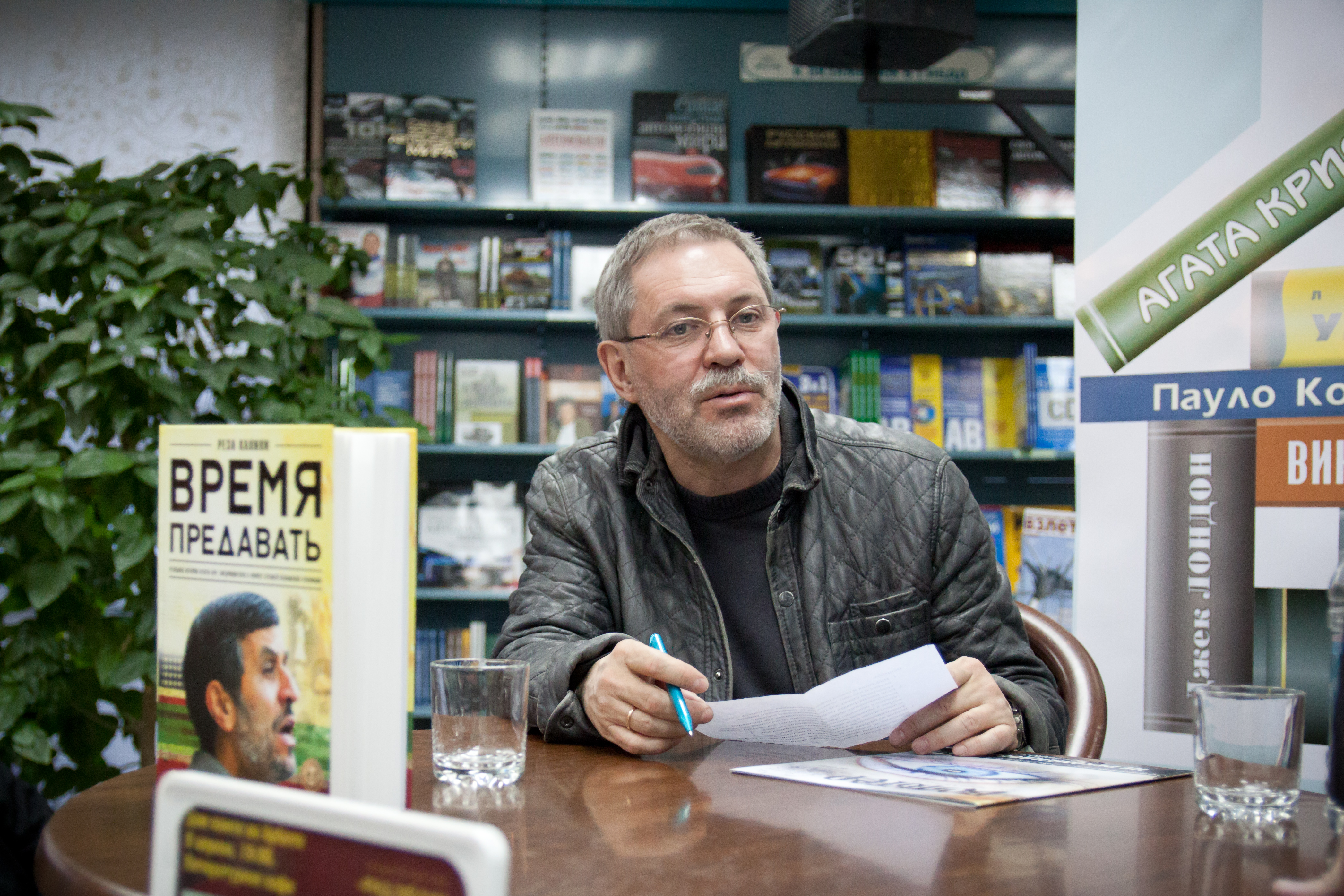
На презентации книги «Время предавать», апрель 2013 года

По собственным словам, был «диссидентом».
В начале своей публицистической и журналистской карьеры придерживался радикально либеральных взглядов, в первую очередь в сфере экономики, что предопределило его противостояние коммунистам на выборах 1996 года и правительству, возглавляемому Евгением Примаковым в 1998—1999 годах. Критиковал левую идеологию.
В более ранних работах Леонтьев также призывал отказаться от «имперского бремени», предостерегая от попыток восстанавливать «империю».
Своё неприятие социализма Леонтьев сохранил и в более поздний период. В частности, в статье, освещавшей ситуацию во Франции в связи с очередными студенческими волнениями, он писал о том, что «союз социал-революционных паразитов с исламистскими паразитами гарантированно обеспечит Франции превращение во Французскую Социалистическую Исламскую Республику».
Также Леонтьев неоднократно высказывался в поддержку Аугусто Пиночета, которого считал последовательным, хотя и жестоким политиком. Леонтьев считает, что Пиночет провёл в Чили образцовую экономическую реформу, создав «эффективно работающую социальную систему, построенную действительно по либеральному принципу».
В связи с мировым экономическим кризисом изложил точку зрения, что «единственным выходом из кризиса является глобальная война», которая может быть развязана разными силами вследствие осложнения отношений между Россией и Украиной или Грузией, иранского вопроса или Пакистана.
В 2006 году, представляя книгу Станислава Жизнина «Энергетическая дипломатия России: экономика, политика, практика», Михаил Леонтьев заметил:
Россия пытается вступить в глобальный мир, используя энергетику, как основной для нас аргумент. То есть использовать её как в глобальной экономике, так и в глобальной политике.
Своё политическое кредо изложил в 2007 году в своей статье для альманаха «Moulin Rouge»:

Политика неотделима от культурных корней. В основе нашей культуры лежит христианство с его базовой идеей сострадания. Нет ни одной другой мировой религии, где бы единый всемогущий Бог отдал бы себя на муки ради людей. В идеальной форме христианство воплощено именно в христианской культуре. Оно должно было бы быть воплощено в христианской политике. Но воплощено именно в культуре. Политика прагматична. А культура — нет. В этом смысле высшая форма христианской духовной культуры — это Средневековье.
Чем занимается современный постмодерн, так называемый авангард? Уничтожением идеи сострадания. Хорошо, когда это выражается в форме гротеска, такого «капустника», как это делает, например, Тарантино. Стёб над снятием барьеров подразумевает их наличие. Стёб над снятием христианских культурных табу в какой-то степени человечен. И означает признание существования этих самых табу. Хуже, когда этих табу никто не видит. Когда их уже нет в сознании творящих. И нет в сознании живущих, которые вообще ни о чём не задумываются. Тогда это конец культуры. И конец человечества как популяции.
Настоящая политика, как и культура, может существовать лишь в рамках табу. Оттого во всех известных романах о политике вечна тема «Как власть разрушает человека».

В декабре 2018 года Леонтьев выразил свою позицию по итогам выборов главы Республики Хакасия, в ходе которых победу одержал представитель КПРФ Валентин Коновалов, назвав избранного главу Хакасии «открытым дебилом».
В ответ на вопрос издания Baza о покупке
«Роснефтью» люксовой одежды для сотрудников за 1,3 млн евро, Михаил Леонтьев
заявил, что «не будет отвечать на вопросы» редакции, потому что «считает [ее] за
говно»

Я не буду отвечать на ваши вопросы! Вы никто, понимаете? Мы вас считаем за говно. И на вопросы ваши отвечать не собираемся. <…> Я не знаю никакого Роберто Джиромбелли, я не знаю, откуда, из какой задницы вы все это вынимаете, вы в ней и живите, пожалуйста, своей естественной жизнью! Это ваша среда обитания. Мы с вами не собираемся эту среду обитания разделять. Все, ау!

## Взаимоотношение с украинскими властями
В 2002 году за высказывания в адрес супруги экс-премьера Украины Виктора Ющенко Екатерины (ранее она носила фамилию Чумаченко, сменив её на Ющенко лишь в 2005 году) Шевченковский районный суд Киева обязал Леонтьева возместить в пользу Екатерины Ющенко 2500 гривен и в течение 30 дней опровергнуть не соответствующую действительности информацию, которую он озвучил в своей программе «Однако» 10 апреля 2001 года. В своей программе Леонтьев назвал премьера «авантюристом» и «подкаблучником», а его супругу — «аналитиком Госдепа и Совета национальной безопасности США». Леонтьев заявил об отказе исполнять решение суда, мотивируя тем, что иск подан не по месту регистрации ответчика и СМИ, рассматривался в ненадлежащем суде. В выпусках той же передачи на тему Оранжевой революции от ноября 2004 года ведущий снова критиковал Виктора Ющенко, приравнивал его политику едва ли не к фашизму.
После того как журналист стал «персона нон грата» в Латвии, ему был запрещён въезд (14 июля 2006 года) и на Украину. Позднее запрет отменили, и в сентябре 2007 года Михаил совместно со своим коллегой Евгением Додолевым (выступившим в качестве издателя) запустил на Украине русскоязычную версию немецкого еженедельника Der Spiegel («Der Spiegel-Профиль»), что стало заметным событием на украинском медиа-рынке.
Журнал запускался исходя из того, что «качество контента на Украине существенно отстаёт от российских требований», и заявлялось, что по концепции это в большей степени политический еженедельник, близкий скорее к Newsweek, чем к тому «Профилю», к которому привык российский читатель. Журнал на русском языке выходил еженедельно тиражом 30 тыс. экземпляров в Киеве, Крыму и на Восточной Украине, при этом редакция базировалась в Москве, а на Украине формировалась корреспондентская сеть. Проект был приостановлен в мае 2008 года, существовала онлайн-версия издания.

## Оценки
В работе медиакритика Р. П. Баканова «Портрет „Первого канала“ российского телевидения в оценках обозревателей „Литературной газеты“» констатируется, что от «Литературной газеты» Михаил Леонтьев удостаивался характеристик «умница и патриот России».
В работе доктора филологических наук А. В. Полонского «Язык современных СМИ: культура публичного диалога» слова Михаила Леонтьева приводятся как пример агрессивного поведения по отношению к собеседнику, а сам он охарактеризован как «человек со своим „особым мнением“ и словом». Существует работа М. А. Фирсовой, целиком посвященная языковой агрессии у Михаила Леонтьева, озаглавленная «Языковая агрессия как специфический элемент речевого имиджа Михаила Леонтьева». Там говорится, что «речевое поведение М. Леонтьева не является исключением, напротив, служит ярким примером и отражением изменений, происходящих в социальной жизни людей, которые так или иначе влияют на язык». На примере Леонтьева в данной работе сделан общий вывод о российском обществе в целом:
Полный анализ языковых единиц языковой агрессии в речи М. Леонтьева позволяет сделать вывод о том, что тенденция возрастания агрессии в языке и речи характеризует современное российское общество как нестабильное, деградирующее в условиях возросшего темпа жизни, неустойчивое к переменам в социальной сфере.
В работе А. И. Скляра «Семантика телевизионного текста: проблема наполненности и прочтения» Михаил Леонтьев перечислен среди популярных политологов, снискавших «внимание и уважение телезрителей Юга России», назван «раскрученным журналистом», который «получил популярность благодаря авторской программе „Однако“ на Первом канале российского телевидения». Говорится, что он «известен своей харизмой, резкостью заявлений, уверенной и отчасти агрессивной манерой авторского текста».

## Санкции
Из-за вторжения России на Украину, 4 мая 2022 года, Леонтьев внесён в санкционный список Великобритании так как он «поддерживает и продвигает политику, которая дестабилизирует и подрывает территориальную целостность, суверенитет или независимость Украины».
14 октября 2022 гогда был внесён в санкционный список Канады «российских агентов дезинформации» за «создание условий и поддержку неоправданного вторжения России и попытки аннексии украинской территории».
23 июня 2023 года Леонтьев включён в санкционный список стран Евросоюза за действия которые подрывают или угрожают территориальной целостности, суверенитету и независимости Украины, а также за оправдание войны против Украины:

Леонтьев является пропагандистом на «Первом канале» — крупнейшем российском телеканале, находящемся под постоянным контролем России. Своей пропагандистской деятельностью «Первый канал» укрепляет и поддерживает политику российских властей. Во время агрессивной войны против Украины «Первый канал» был одним из самых активных инструментов в распространении кремлевского нарратива и поддерживал войну агрессивными комментариями, подрывая территориальную целостность Украины, поддерживая незаконную аннексию Крыма и войну России против Украины.— «Официальный журнал Европейского союза», Брюссель, 23 июня 2023 года
За «причастность в распространении российской дезинформации и пропаганды» 18 мая 2022 года попал под санкции Австралии, а 19 октября 2022 года включён в санкционный список Украины. Как российский пропагандист внесён ФБК в список коррупционеров и разжигателей войны, с предложением введения против него международных санкций.

## Семья
Женат вторым браком на Марии Козловской. От первого брака с поэтессой и филологом Наталией Азаровой — сын Дмитрий (работает на канале RT), дочь Елена и двое внуков. От второго брака у Леонтьева есть дочь Дарья (род. 1999).

## Награды и премии
- Золотое перо России (1998)[75]
- Орден Дружбы (27 ноября 2006 года) — за большой вклад в развитие отечественного телерадиовещания и многолетнюю плодотворную деятельность[76]
- Медаль ордена «За заслуги перед Отечеством» II степени (23 апреля 2008 года) — за информационное обеспечение и активную общественную деятельность по развитию гражданского общества в Российской Федерации[77]
- Орден Почёта (16 апреля 2019 года) — за большой вклад в развитие топливно-энергетического комплекса[78]
- Медаль «За освобождение Крыма и Севастополя» (17 марта 2014 года) — за личный вклад в дело по возвращению Крыма в Россию[79]
- Орден «За заслуги перед Отечеством» IV степени (8 июля 2024 года) — за большой вклад в эффективное решение общественно значимых задач и многолетнюю добросовестную работу[80]

## Фильмография
- 2008 — Настоящая любовь — Макс